# 平和公園
長崎市平和公園（ながさきし へいわこうえん）は、日本の長崎県長崎市にある公園である。1945年（昭和20年）8月9日に投下された原子爆弾落下中心地（爆心地）と、その北側の丘の上とを含めた地域に平和を祈って設けられた。3つ（5つ）のゾーンから構成されている。毎年8月9日の長崎原爆の日（長崎原爆忌）には、平和祈念像前の式典広場にて長崎原爆犠牲者慰霊平和祈念式典が開催される。

## 沿革
- 1946年（昭和21年）9月30日 - 長崎市、戦災復興土地区画整理区域を決定。
- 1949年（昭和24年）
  - 5月 - 爆心地公園に原爆資料館を開設。（建物の形状は木造六角形）
  - 5月6日 - 長崎国際文化都市建設法案、国会で可決・成立。
  - 7月7日 - 長崎国際文化都市建設法についての賛否を問う住民投票。
  - 8月9日
    - 長崎市長が初めて「平和宣言」を発表
    - 戦災復興に関する特別法（特別都市建設法。日本国憲法第95条に基づく住民投票を経た地方特別法・地方自治特別法）として、長崎国際文化都市建設法（昭和24年法律第220号）が公布・施行。
- 1950年（昭和25年）8月1日 - 長崎市立公園として、松山町に「国際平和公園」を開設。
- 1951年（昭和26年）4月3日 - 長崎市営大橋球場が完成。
- 1952年（昭和27年）4月28日 - 長崎国際文化会館建設着工。
- 1955年（昭和30年）
  - 2月11日 - 長崎国際文化会館落成式を挙行。
  - 4月1日 - 長崎国際文化会館が開館。3・4階は長崎市立博物館、5階は原爆資料室として展示。
  - 8月8日 - 平和祈念像除幕式を挙行。
- 1968年（昭和43年）8月9日 - 平和祈念像前に「原爆殉難者名奉安所」（原爆殉難者名奉安箱）を設置し、原爆死没者名簿を納める。
- 1981年（昭和56年）2月26日 - ローマ教皇ヨハネ・パウロ2世が平和公園で世界平和宣言を行う。
- 1981年（昭和56年）7月21日 - 長崎国際文化会館別館跡地に、長崎市平和会館が開館。
- 1983年（昭和58年）- 長崎市が「平和公園聖域化検討委員会」（秋月辰一郎委員長）を設置。
- 1985年（昭和60年）- 平和公園での花見や飲酒を禁止。
- 1993年（平成5年）
  - 3月 - 平和公園の聖域化に関する報告書を提出。
  - 平和公園再整備検討委員会（石野治会長）を設置。
  - 長崎国際文化会館の取り壊し建て替え工事開始。
  - 年度中 - 平和公園再整備基本計画が策定。
- 1994年（平成6年）3月 - 平和公園の再整備に関する報告書を提出
- 1994年（平成6年）度から1997年（平成9年）度にかけて、平和公園の再整備工事。
- 1995年（平成7年） - 長崎市営大橋球場が閉鎖
- 1996年（平成8年）4月 - 長崎原爆資料館が開館。
- 1997年（平成9年）
  - 7月 長崎県営野球場が開場。
  - 8月 - 再整備工事に伴い、「原爆殉難者名奉安所」を原爆落下中心碑前に移設し、名簿のマイクロフィルム化を実施。名簿原本は国立長崎原爆死没者追悼平和祈念館内の追悼空間（原爆死没者名簿棚）に設置。
- 2001年（平成13年）8月24日 - 平和公園を含む周辺地域を、長崎市都市景観基本計画に基づいて「平和公園地区景観形成地区」として指定。
- 2008年（平成20年）7月28日 - 平和公園が文化財保護法の規定による登録記念物に登録。
- 2011年（平成23年）10月 - 松山交差点そばの平和公園階段へのエスカレーター設置が決定し、起工。工事中に防空壕が発見される。

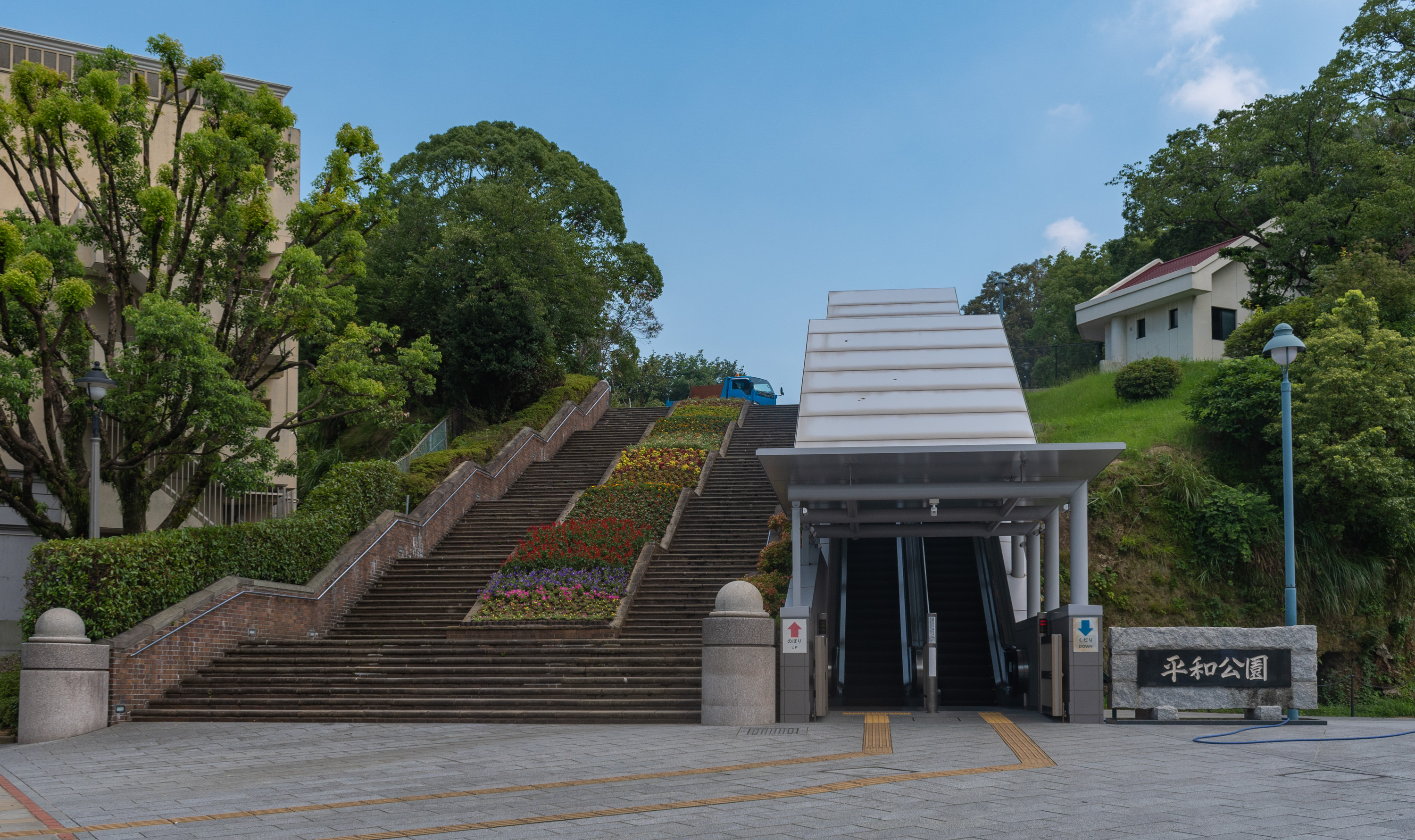
平和公園に新設された
「平和の歩道」エスカレーター

- 2012年（平成24年）8月3日 - 「平和の歩道」エスカレーターの下段 (35.6メートル) が完成し、供用を開始。
- 2013年（平成25年）3月1日 - 「平和の歩道」エスカレーターの上段 (23メートル) も完成し、全面的に供用を開始。
  - エスカレーターの稼働時間は午前7時から午後10時まで。

## 平和祈念像地区・願いのゾーン
長崎市民が「平和公園」と言った場合、この区域のみをさす。毎年8月9日の長崎原爆の日（長崎原爆忌）には、平和祈念像前の式典広場にて原爆犠牲者慰霊平和祈念式典が開催される。
- 平和祈念像

公園の北端中央にある。北村西望が制作。この像は神の愛と仏の慈悲を象徴し、高く掲げた右手は原爆の脅威を、水平に伸ばした左手は平和を意味し、軽く閉じた目は原爆犠牲者の冥福を祈っている。
- 長崎の鐘

当時、被爆地には魚雷や戦車などを生産する多くの軍需工場があり、動員学徒、女性挺身隊と呼ばれた中学生や女学生をはじめ、多くの人々が働いていた。長崎の鐘は、33回忌にあたる1977年にここで亡くなった方々の冥福を祈るためにつくられた。

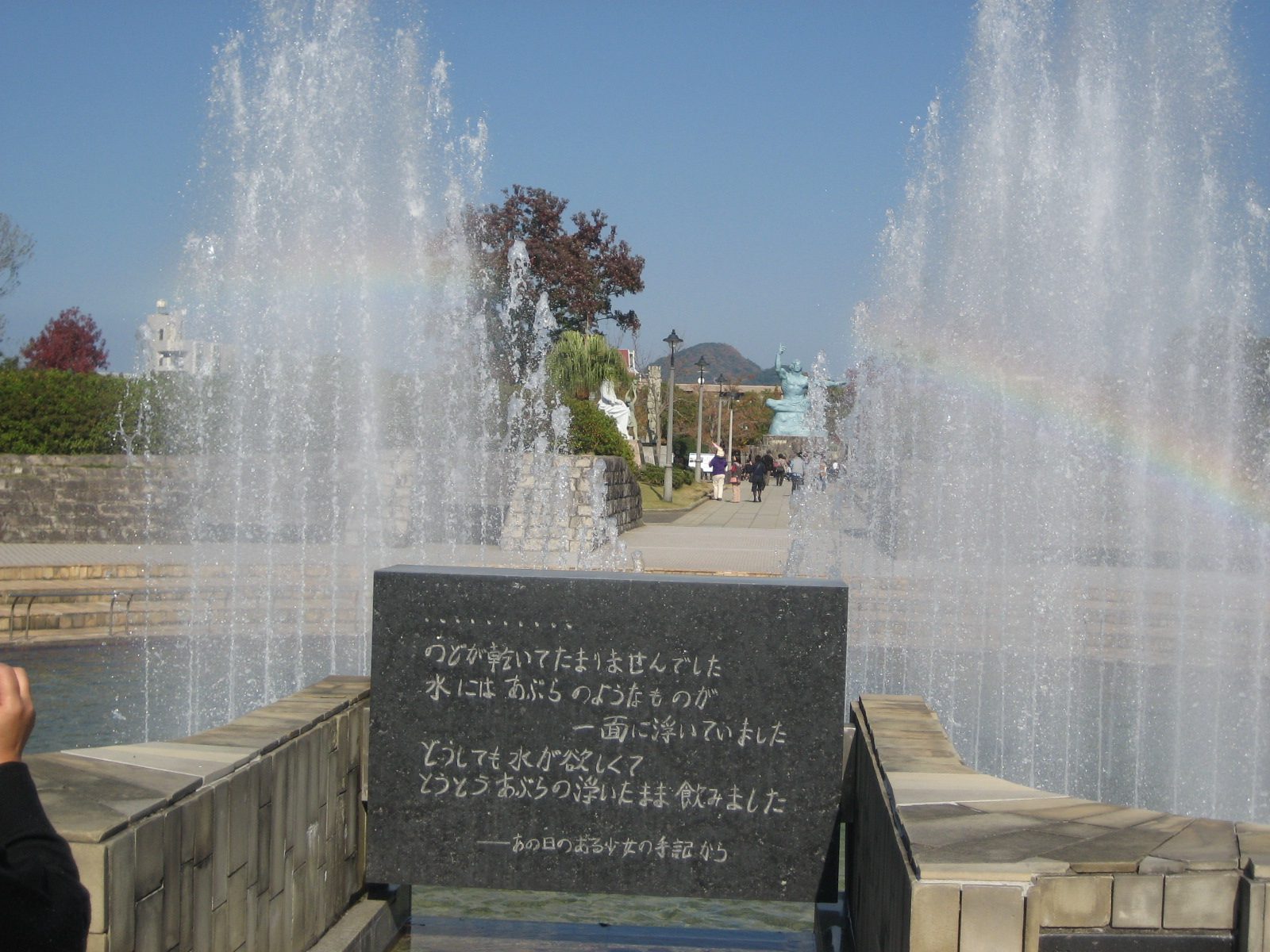
平和の泉

- 平和の泉

核兵器廃絶・平和建設国民会議（核禁会議）の呼びかけで建設され、完成時に長崎市に寄贈された。詩碑には、原爆の業火の中で水を求める少女を描いた詩が刻まれている。昭和44年8月3日に建立。
のどが乾いてたまりませんでした

水にはあぶらのようなものが
一面に浮いていました
どうしても水が欲しくて
とうとうあぶらの浮いたまま飲みました—あの日のある少女の手記から
- 折鶴の塔
- 長崎刑務所浦上刑務支所跡
- 長崎市原子爆弾無縁死没者追悼祈念堂

世界平和シンボルゾーン
以下は海外から送られたモニュメント
| 国                              | 画像 | 名称 | 作者                                                 |
| ------------------------------- | ---- | --- | ---------------------------------------------------- |
| ポルトガル                      |      | 平和の記念碑 |                                                      |
| チェコスロバキア社会主義共和国  |      | 人生の喜び | JAN HANNA                                            |
| ブルガリア                      |      | A Call | ボリス・ゴンドフ                                     |
| 東ドイツ                        |      | 諸国民友好の像 | ゲルハルト・ロンメル                                 |
| ミデルブルフ(オランダ)          |      | 未来の世代を守る像 | ペーター・ドゥ・ヨン（ピーター・デ・ヨング)          |
| ソビエト連邦                    |      | 平和（МИР） | アニクシン・ミハイル・コンスタンチノビチ）           |
| 中華人民共和国                  |      | 乙女の像 | 曹大澂、胡耀邦                                       |
| ポーランド                      |      | 生命と平和との花 | マリウス・クルパ                                     |
| イタリア                        |      | 人生への賛歌 | シオリオ・ビバレリ                                   |
| キューバ                        |      | 太陽と鶴 | ホセ・デララ                                         |
| ブラジル(サントス)              |      | 平和の碑 | 須藤岩男                                             |
| アンカラ(トルコ)                |      | ∞無限 | エシュベル・カラヤルチン                             |
| セントポール(アメリカ)          |      | 地球星座 (1992年に黒澤明監督の長崎原爆を題材にした映画、八月の狂詩曲の中でアメリカからの彫像が無いことを指摘したことを受けて、セントポール市長ジェームズ・シャイベル氏が寄贈した。同市は長崎市の姉妹都市である。） | ポール・グランランド（en:Paul Granlund）             |
| サンイシドロ(アルゼンチン)      |      | 戦争に対する平和の勝利 | カルメン・アリオラ・デ・マリンスクール、サンイシドロ |
| ニュージーランド政府および6都市 |      | 平和のマント、Te Korowai Rangimarie(マオリ語)、Cloak of Peace(英語) | キングスリー・ビアード(en:Kingsley Baird）           |
| フリーマントル(オーストラリア)  |      | 生命の木：平和の贈り物 |                                                      |

## 原爆落下中心地地区・祈りのゾーン

原爆落下中心碑（左）と浦上天主堂の遺構（右）

通常、「原爆落下中心地公園」「原爆投下中心地公園」「爆心地公園」「爆心公園」などと呼ばれる。
- 原爆落下中心碑（原爆落下中心地碑）

塔の前に置かれた原爆殉難者名奉安箱には原爆により爆死された方、被爆者でその後亡くなられた方々の氏名（複製）を奉安してある。
- - 1945年（昭和20年）
    - 9月 - 文部省学術研究会議が、原子爆弾災害調査研究特別委員会を組織[3][4][5]。
    - 10月 - 爆心地を「松山町170番地テニスコート跡地」と確定（後の調査で、「松山町171番地」と訂正）。煙突の残骸の円柱に「爆心」「Centre」[6]と書き記して、標柱として建てる[7]。

  - 1946年（昭和21年） -「長崎市松山町170番地」の表示。矢の形。長崎市松山町に1946年8月9日から2年のあいだ設置されていた矢形標柱の3Dデータ再現
  - 1948年（昭和23年） - 市が、盛り土の上に木製の標柱を設置。「原子爆弾落下中心地之標 地上500米にて炸裂」の表示。
  - 1956年（昭和31年）3月 - 三角形の鉄筋に蛇紋石を張り付けた現在の形状に。デザインは松雪好修。高さ6.5メートル。
  - 1968年（昭和43年） - 表面を黒御影石に張り替え、現在の姿に。
  - 1996年（平成8年） - 中心地碑を撤去して、新たなモニュメントを建立する計画が浮上、問題化する[8][9][10][11][12]。撤去してその跡地には被爆50周年記念事業碑（母子像）を建立する予定であったが、撤去計画を断念。

- 被爆50周年記念事業碑（母子像）

1997年（平成9年）7月 建立。制作は富永直樹が担当。上記のように、当初原爆落下中心碑を撤去して設置される予定であったが、計画が断念され同じ敷地内に設置された。21世紀にはばたく日本の未来を、偉大なる母の慈悲心と温かな母の胸で眠る傷心の子供の姿で表現している。）
- 旧浦上天主堂遺壁
- 追悼電鐵原爆殉難者の碑
- 外国人戦争犠牲者追悼核廃絶人類不戦碑
- 福田須磨子詩碑
- 不戦平和之塔
- 電気通信労働者原爆被爆者慰霊碑
- 平和を祈る子(像)
- 追悼長崎原爆朝鮮人犠牲者(碑)
- 桜の記念碑
- 長崎を最後の被爆地とする誓いの火
- 秦美穂先生歌碑
- 小山誉美歌碑
- 長崎之原爆詩碑
- 原爆句碑
- 平和(碑・長崎青年団）
- 平和の母子像
- 反核・平和　はぐくむ
- あの夏の日
- 平和の願いを後世へ（碑文）
- PEOPLE　AT　PEACE
- 隈治人句碑
- 松尾あつゆき原爆句碑
- 浜口町北部の惨状(現在の平野町)
- 秋桜子句碑

## 長崎原爆資料館地区・学びのゾーン
- 長崎原爆資料館[13]
- 国立長崎原爆死没者追悼平和祈念館

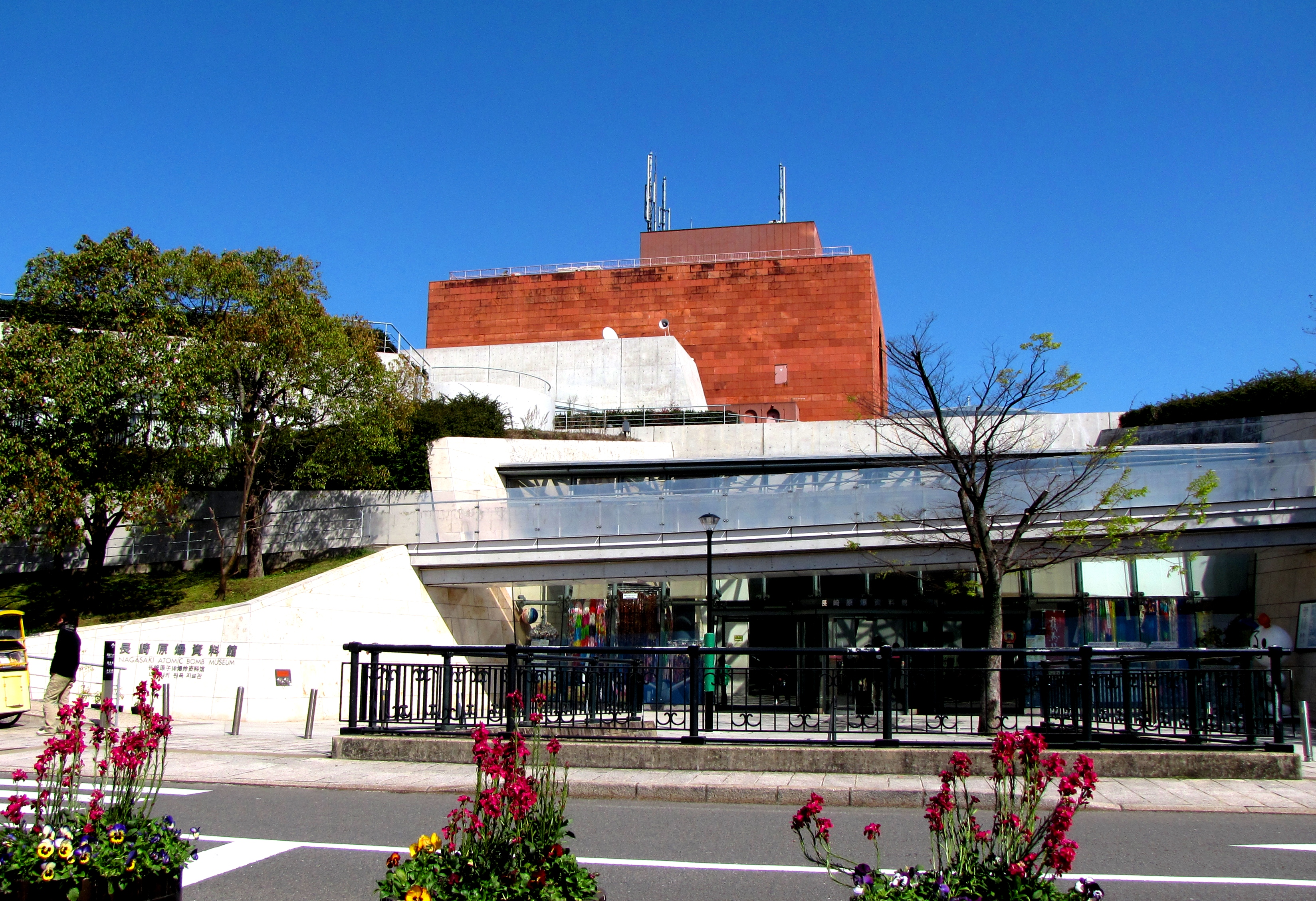
長崎原爆資料館

- 長崎市平和会館（長崎市立博物館が2005年（平成17年）閉館した後、長崎市歴史民俗資料館）
- 「未来を生きる子ら」
- 原爆殉難教え子と教師の像
- 平和のビジョン

## スポーツのゾーン

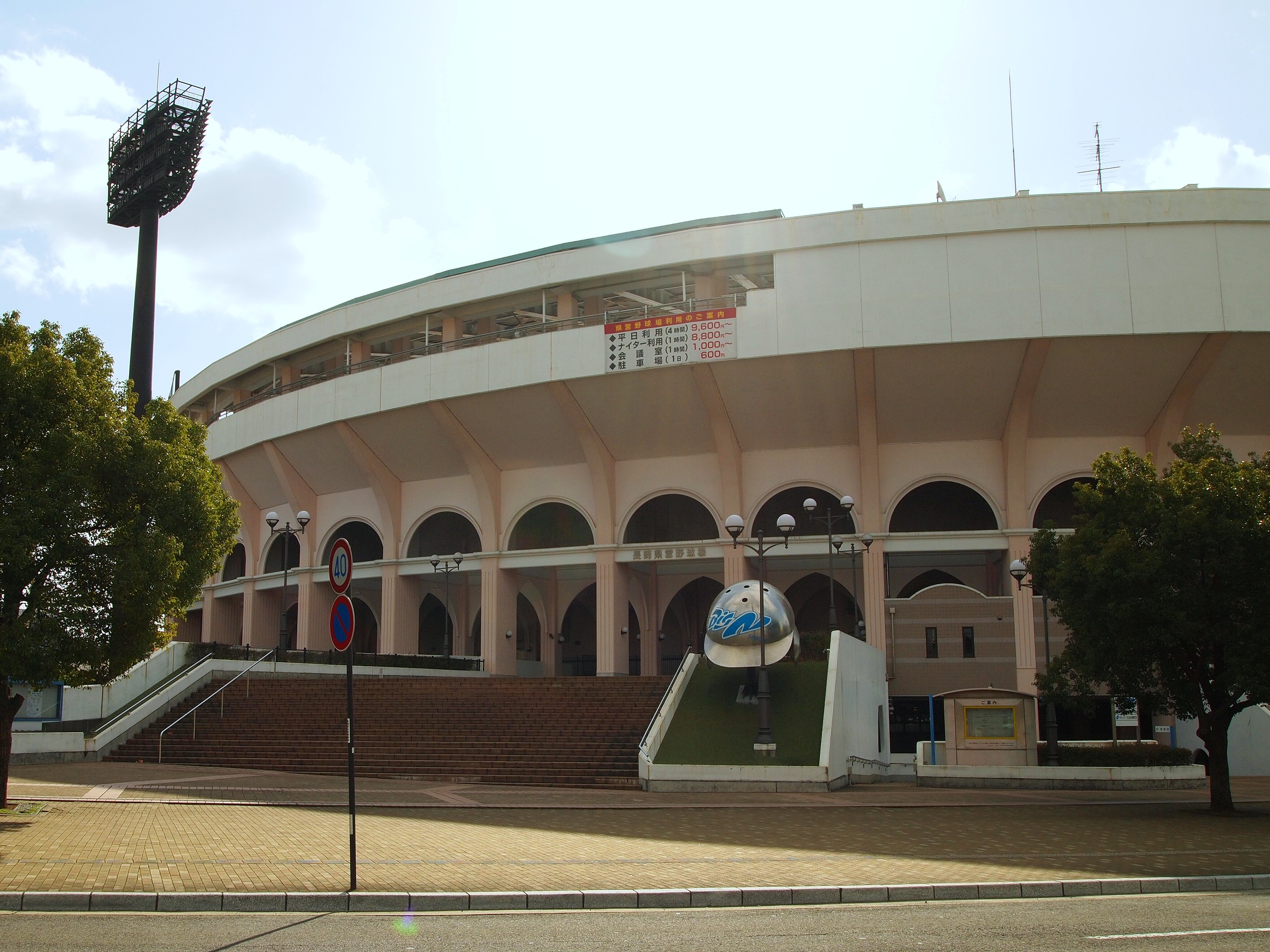
長崎県営野球場

- 長崎県営野球場（長崎ビッグNスタジアム）
- 長崎市営ラグビー・サッカー場
- 長崎市民総合プール

## 広場のゾーン
- 長崎市営陸上競技場（長崎市営松山陸上競技場）

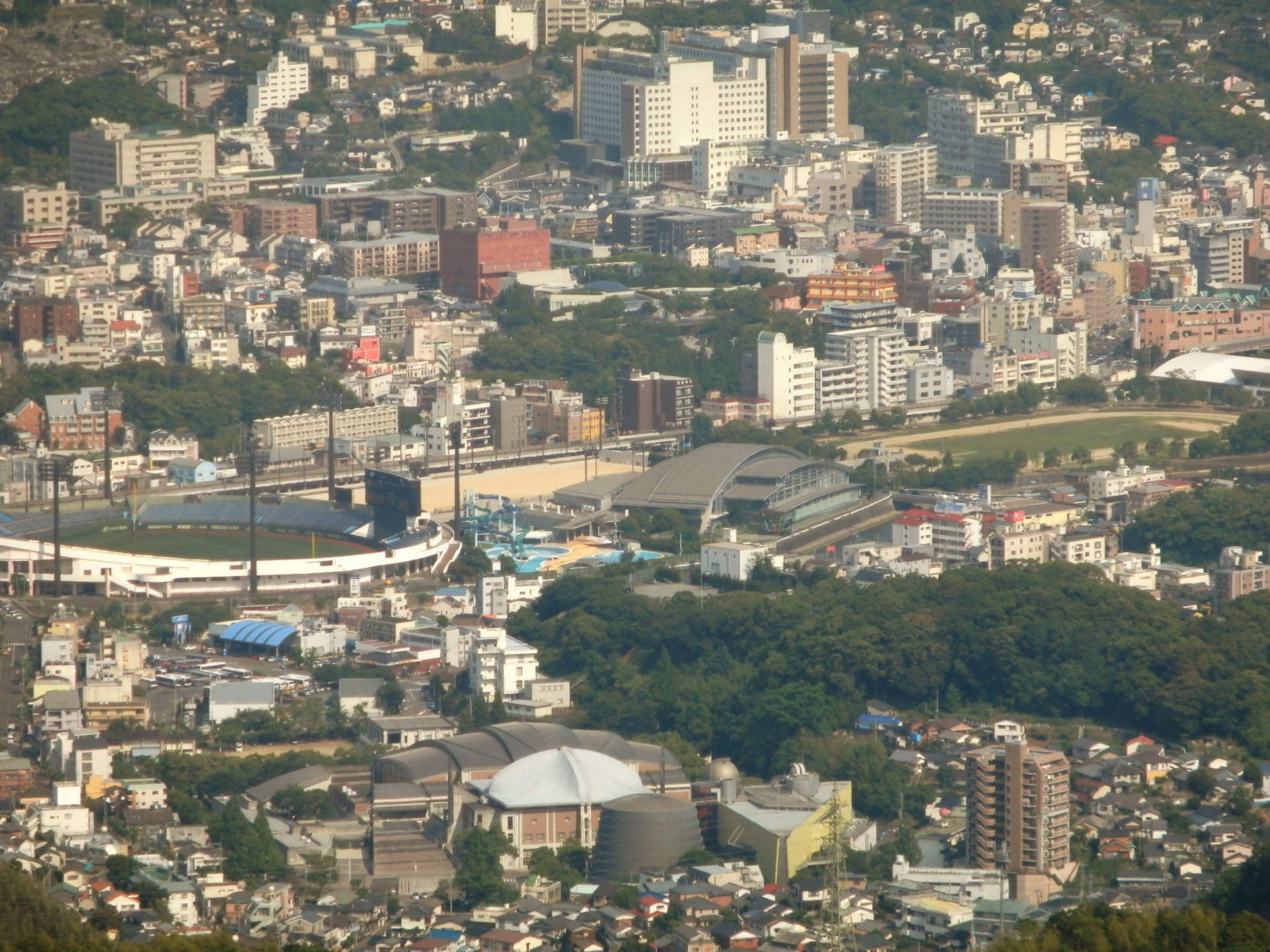
画面中央のドーム屋根が屋内プール、その左下の水色の場所が屋外プール、中央左上のグラウンドがラグビー・サッカー場、屋内プールの右上にある緑の場所が陸上競技場、左はビッグNスタジアム。

- 長崎市営庭球場
- 長崎市営ソフトボール場
- 長崎市営弓道場

## ギャラリー

平和祈念像
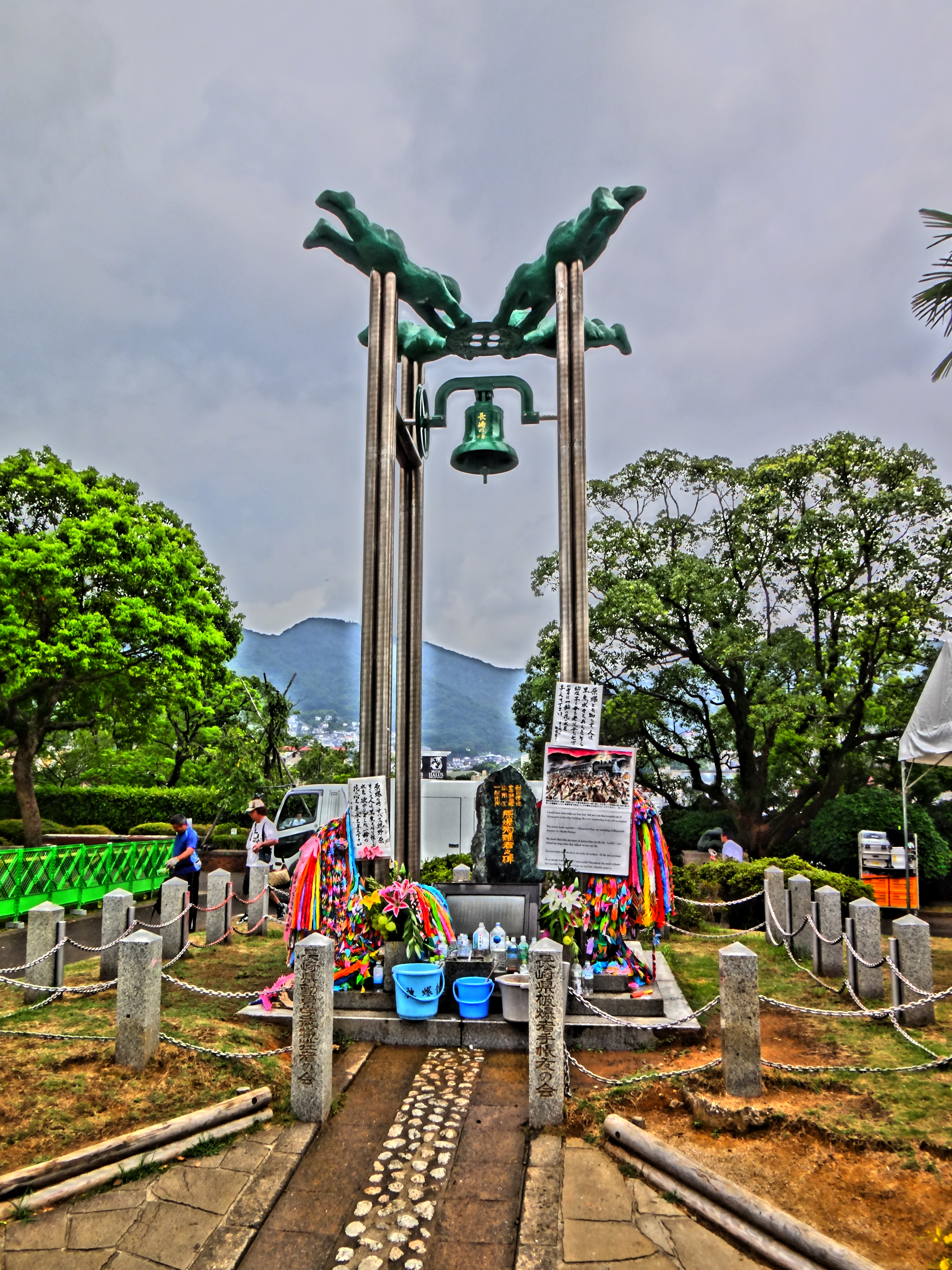
長崎の鐘
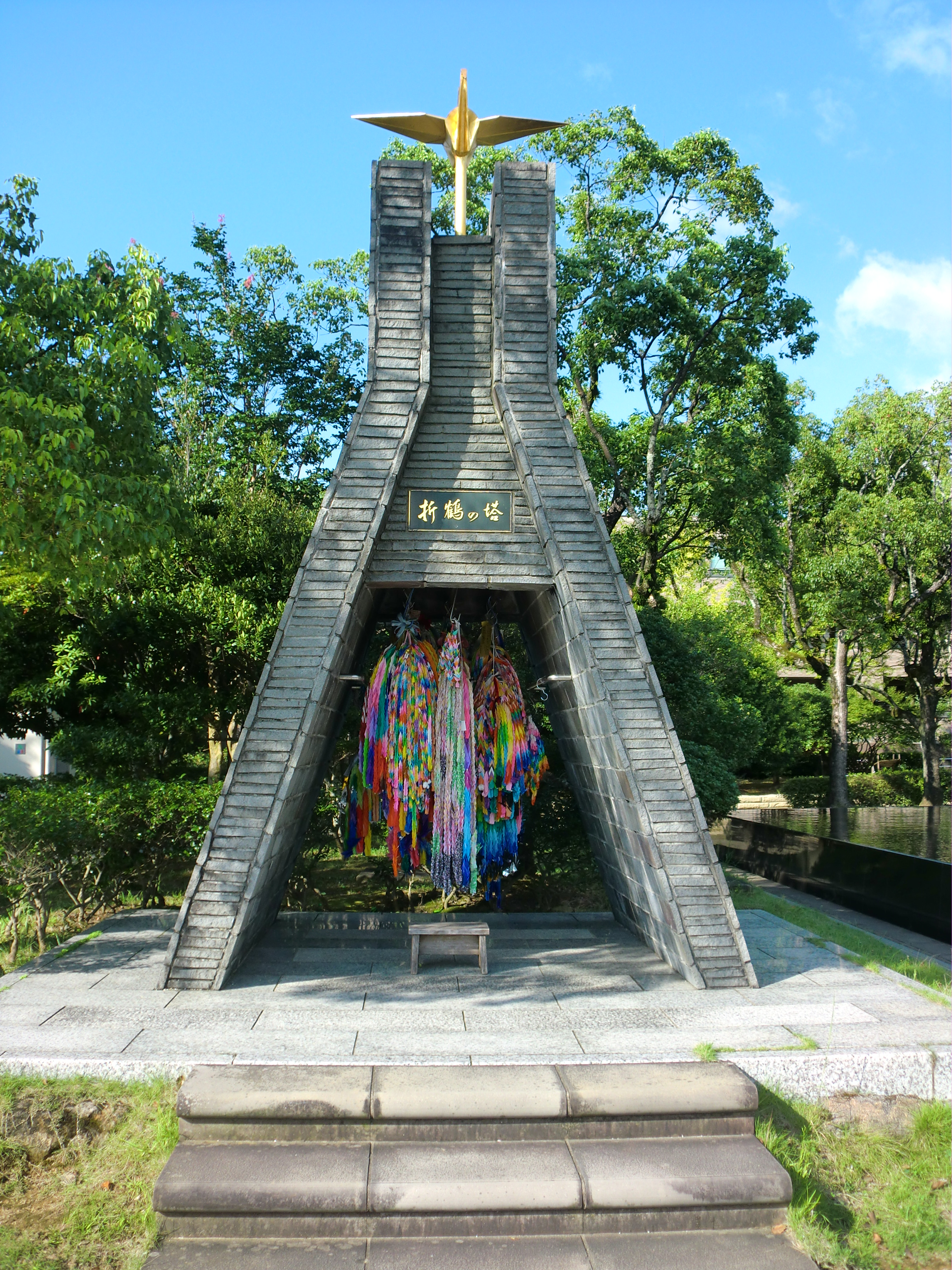
折鶴の塔